# Pfarrkirche Ramsau in Niederösterreich

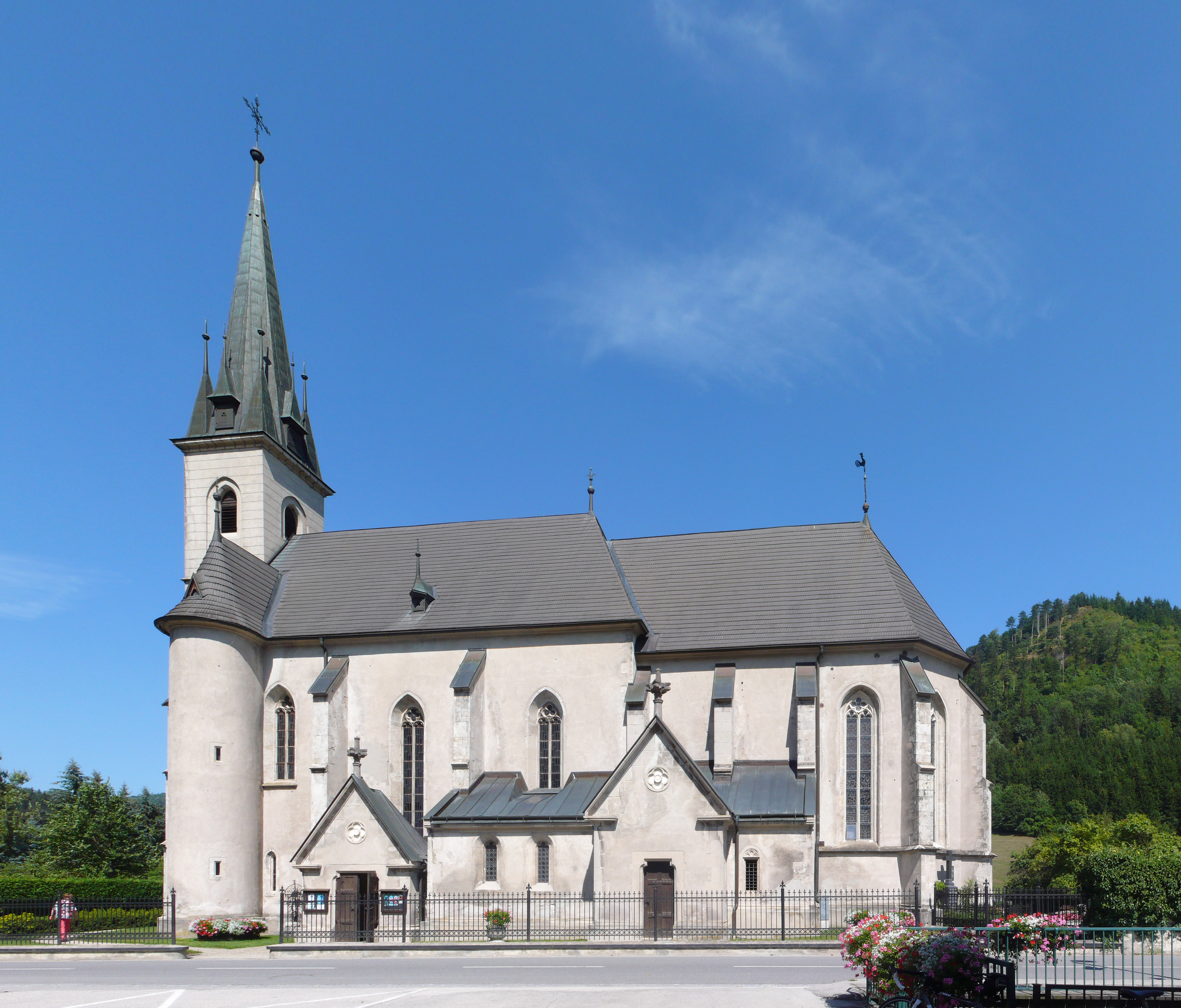
Katholische Pfarrkirche Mariä Empfängnis in Ramsau in Niederösterreich

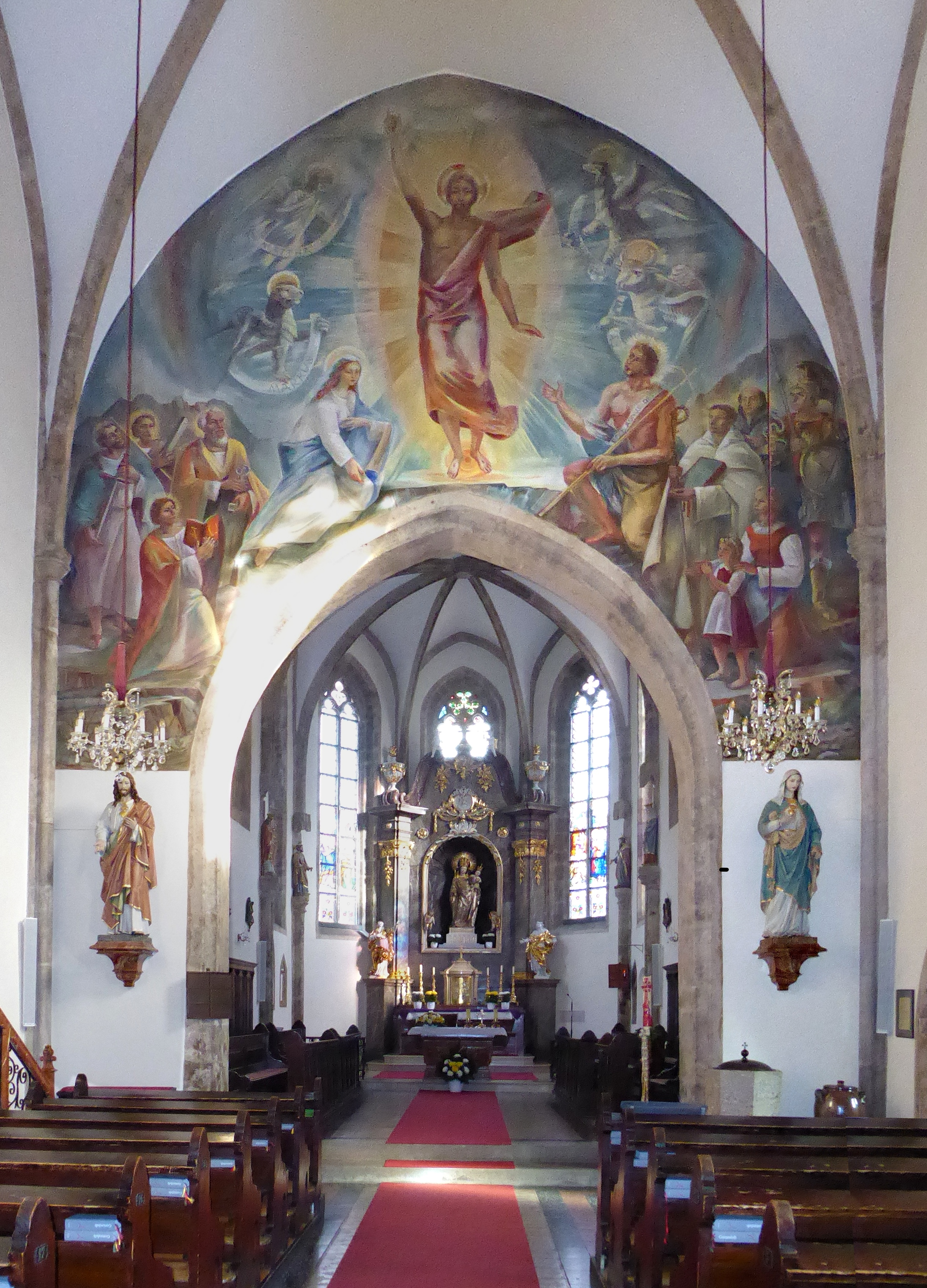
Langhaus, Blick zum Chor

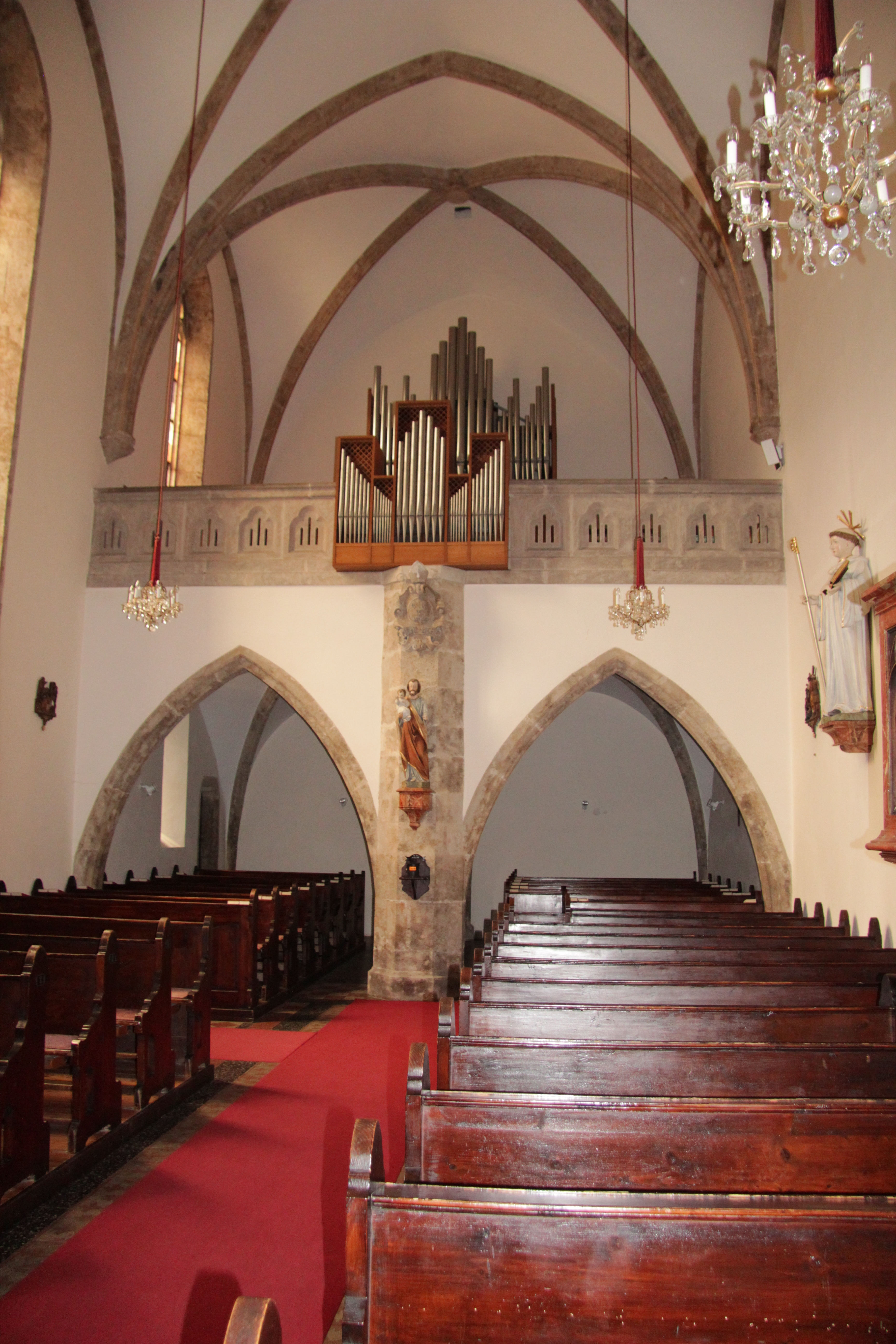
Langhaus, Blick zur Empore

Die römisch-katholische Pfarrkirche Ramsau in Niederösterreich steht in der gleichnamigen Ortschaft der Gemeinde Ramsau im Bezirk Lilienfeld in Niederösterreich. Die Kirche mit dem Patrozinium Mariä Empfängnis gehört zum Dekanat Lilienfeld in der Diözese St. Pölten. Kirche und umgebender Friedhof stehen unter Denkmalschutz (Listeneintrag).

## Geschichte
Urkundlich wurde 1342 eine Kirche genannt. Seit 1162 war sie eine Filiale der Pfarrkirche Hainfeld; 1783 wurde die Pfarre gegründet und dem Stift Lilienfeld inkorporiert.
Die gotische Kirche entstand Ende des 14. Jahrhunderts. Der Westturm aus dem Jahr 1837 wurde 1899 und 1905 erhöht. Die niedrigen Anbauten sind teils mittelalterlich und teils nach den Plänen des Architekten Dominik Avanzo 1901/1905 neogotisch. Im Jahr 1961 wurde das Gebäude restauriert.

## Architektur
Die Kirche ist von einem Friedhof mit Ummauerung umgeben.
Das Kirchenäußere zeigt ein Langhaus und einen Chor mit einem Fünfachtelschluss mit unverputztem Quadermauerwerk, gestuften Strebepfeilern, hohen zweibahnigen spitzbogigen Maßwerkfenstern mit Drei- und Vierpässen sowie südseitig mit einem Kaffgesims. Die südlichen gotischen Anbauten sind eine Seitenkapelle am östlichen Langhausjoch und eine Sakristei an den Chorjochen. Durch die giebelständige neogotische Portalvorhalle und den Sakristeivorraum wurde eine vereinheitlichte Seitenfassade geschaffen. Der hohe Westturm von 1837 hat ein neogotisches Glockengeschoß aus dem Jahr 1905 und einen steilen Spitzhelm sowie an der Südwestecke einen dreiviertelrunden Spindeltreppenturm zur Empore mit gefasten Fenstern.
Das Langhaus hat drei Joche und ein Kreuzrippengewölbe auf teils gebündelten Wandvorlagen bzw. im Emporenjoch auf spitz zulaufenden Konsolen mit scheibenförmigen Schlusssteinen. Die zweiachsige spätgotische Westempore ist kreuzrippenunterwölbt auf gedrungenen Achteckpfeilern. Die Empore hat eine neogotische Steinbrüstung mit einer Kartusche mit dem Wappen des Stifts Lilienfeld und der Jahresangabe 1901–1905. Der Treppenturm hat ein Schulterportal. Der zweijochige Chor hat ein Kreuzrippengewölbe auf Wand- bzw. Konsoldiensten und vegetabil reliefierten Schlusssteinen. Der Chor hat Maßwerkbaldachine mit neugotischen Statuen der Heiligen Peter und Paul, Katharina und Barbara und seitlich flache abgemauerte Maßwerknischen. Es gibt eine in Spitzbogen zum Langhaus geöffnete Seitenkapelle mit einem Kreuzrippengewölbe und einer gefasten Sakramentsnische. Die Sakristei mit einem spätgotischen Schulterportal hat ein zweijochiges Kreuzgratgewölbe auf Konsolen und Eckdiensten; die ehemaligen Rippen sind entfernt.
Die Wandmalerei Christi Himmelfahrt am Triumphbogen schuf der Maler Sepp Zöchling 1961. An den Chorwänden sind die Vier Kirchenväter vor einem Mosaikhintergrund gemalt. Diese Gemälde entstanden 1904. Die Glasmalerei im Chor mit Bildern aus dem Leben der Gottesmutter Maria und von ihrer Verherrlichung schuf Franz Götzer 1956. Dargestellt sind Maria mit dem Engel, der ihr die Geburt ihres Sohnes ankündigt, Mariä Besuch bei ihrer Verwandten Elisabeth, die Geburt Christi und die Krönung Mariens. Den Raum über und unter dem Bild im jeweiligen Fenster füllen ornamentale Scheiben aus. Ornamentale Scheiben von 1893 gibt es in der Seitenkapelle.

## Einrichtung
Der hohe spätbarocke Hochaltar aus 1783 besteht aus Türnitzer Marmor, in der Mittelnische steht eine gotische Holzfigur Maria mit Kind aus der Mitte des 15. Jahrhunderts und barocke Assistenzfiguren der Heiligen Maria und Johannes der Täufer bzw. die Heiligen Anna und Joachim um 1730.
Die Orgel baute Max Jakob 1899, sie wurde von Gregor Hradetzky 1961 erweitert.

## Grabdenkmäler
Außen
- An der Chorostwand steht ein barockes Schmiedeeisenkreuz aus der zweiten Hälfte des 18. Jahrhunderts und davor eine mittelalterliche Grabplatte mit einem geritzten Hügelkreuz.